# Amthaus (Aarau)

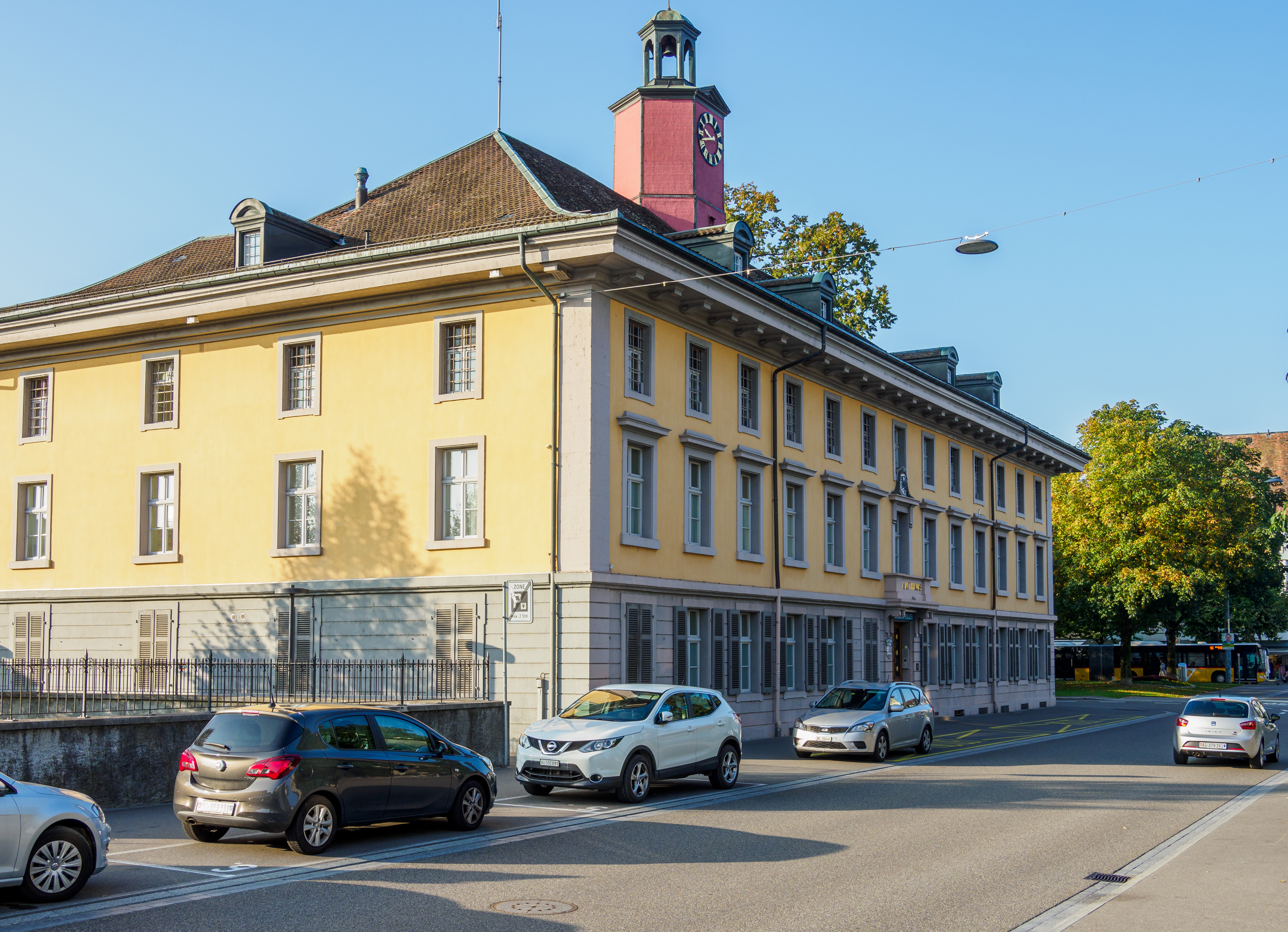
Amthaus Aarau, Laurenzenvorstadt 12

Das Amthaus des Bezirks Aarau ist das westlichste Haus auf der Südseite der Laurenzenvorstadt in Aarau und trägt die Hausnummer 12.

## Geschichte
Das Gebäude wurde im Auftrag der Stadtbehörden zwischen 1784 und 1787 vor dem Laurenzentor als Spital errichtet. Der Entwurf stammt vom Berner Architekten Carl Ahasver von Sinner, der auch die Bauarbeiten überwachte. Das bisherige Spital war im ehemaligen Kloster St. Ursula an der Halde untergebracht. Für den Bau streckte die Stadt Bern (Aarau war damals eine bernische Untertanenstadt) 30'000 Pfund vor und bewilligte auch eine Ortslotterie. Das Gebäude diente nicht nur als Spital, sondern auch als Knabenschulhaus.
1802 zog auch die Kantonsschule ein, die im Laufe der Zeit das gesamte Gebäude übernahm. Das geplante Aufstockungsprojekt, das 1863 wegen Raumnot eingereicht wurde, kam nicht zur Vollendung. Man beschloss stattdessen einen Neubau, der am östlichen Ende der Bahnhofstrasse gebaut (Nr. 91) und 1896 bezogen wurde. Mit seiner Rückseite liegt der Neubau ebenfalls an der Laurenzenvorstadt. Das Amthaus diente nach der Kantonsschul-Ära als Bürogebäude und wurde 1936 zum Sitz der Aarauer Bezirksbehörden umgebaut. Heute beherbergt es zusätzlich die Stadtwache der Kantonspolizei. In ihm ist auch das Bezirksgefängnis untergebracht. Seit April 2024 ist das Gründungsrektorat der neu gegründeten Kantonsschule Stein bis zum Erstbezug der Kantonsschule im August 2025 untergebracht.

## Gebäude
Das dreigeschossige Gebäude im klassizistischen Stil weist 15 Fensterachsen auf. Vom ockergelben Oberbau ist das graue Erdgeschoss durch eine horizontale Fugenteilung und ein Gurtgesims abgesondert. Die Mittelachse wird nicht wie üblich durch ein Risalit akzentuiert, sondern durch die Einfassung des Portals, eine von kannelierten Konsolen getragene Balkonbrüstung und eine Kartusche mit dem Stadtwappen. Über die gesamte Länge des Gebäudes spannt sich ein geknicktes Walmdach. Darüber erhebt sich ein wuchtiger polygonaler Dachreiter mit Uhr und offener Laterne.